# Peter Grimberg
Peter Grimberg (* 9. Mai 1962 in Steyr) ist ein österreichischer Sänger, Moderator, Autor und Entertainer. Bekanntheit erlangte er 1990, als er in der Rudi Carrell Show das Goldene Mikrophon gewann.

## Leben und Wirken
Grimberg wurde als zweites von fünf Kindern in Steyr geboren. Da sein Vater aus dem Ruhrgebiet stammte, zog die Familie 1972 nach Wanne-Eickel.
Nach einer abgeschlossenen Ausbildung zum Kfz-Mechaniker bewarb er sich bei der Rudi Carrell Show. Als Jackie-Wilson-Double gewann er 1990 das Goldene Mikrophon in der Kategorie „Bester Interpret“. Dadurch entstand eine Zusammenarbeit mit Rudi Carrell. 1992 war Grimberg als Redakteur für Recherche und Casting bei der Rudi Carrell-TV Show Die Post geht ab. Seit 1993 moderiert er diverse Veranstaltungen in Deutschland, Österreich und der Schweiz. Zudem steht er immer wieder in verschiedenen Produktionen als Sänger, Schauspieler und Entertainer auf der Bühne.
2007 gab er ein Konzert in der Grugahalle, bei dem unter anderem Peter Kraus zu Gast war. Seit 2011 ist er europaweit mit seiner Adaption des Im Weißen Rössl unterwegs: Servus Peter - Eine Hommage an Peter Alexander. Die Deutschlandpremiere fand 2011 mit Waltraut Haas als Stargast statt. Seit 2020 gibt es eine Konzertvariante mit der Paul Kuhn Family unter der Leitung von Willy Ketzer.
Seit 2020 lebt Grimberg mit seiner Ehefrau Annette in Ransbach-Baumbach.

## Auszeichnungen
- 2017: Auszeichnung von Servus Peter als bestes Tournee-Musical 2017[8]
- 2018: Auszeichnung des KM Künstlermagazin als „Künstler des Jahres“[9]

## Diskographie
- Rock’n’Roll is back (Krause/Krämer 1986)
- Auf und davon. Musik Christian Franke, Text: Anrea Andergast (Steps Records; 1994)
- Du hast ihre Augen. Musik: Walter Gerke, Mick Hannes, Text: Walter Gerke (Steps Records 1994)
- Rama-Lama Ding Dong (Lala Records; 2001)
- Rock meets Musical Vol. I. Mit Katrin Kay (Lala Records; 2001)
- Rock meets Musical Vol. II (2005)
- Rock meets Musical Vol. III (2005)
- „Liebe, Jazz und 1000 Schlager“ – die großen Filmhits von Peter Alexander (2007)
- Rock meets Opera (2008)
- Entertainer Peter Grimberg – 4er Album (2010)
- Doc Tiger presents: SUGAR (2011)
- Servus Peter – Das heile Welt Musical (2013)
- Good Times (2014)
- „Merry Christmas with Peter“ Die schönsten internationalen Weihnachtslieder (Not on Label; 2017)
- That’s Amore. The Greatest Wedding Hits from Peter Grimberg (2020)

## Filmografie
- 1991: Sterne des Südens im Senegal (Gastrolle)